# Selenia adustaria
Selenia adustaria är en fjärilsart som beskrevs av John Henry Leech 1891. Selenia adustaria ingår i släktet Selenia och familjen mätare. Inga underarter finns listade.